# Bobtail japonés
El bobtail japonés (ジャパニーズボブテイル Japanīzu Bobuteiru?) es una raza de gato doméstico con una cola corta semejante a la de un conejo, a diferencia de otras razas de gato, que poseen colas largas. La cola corta de esta raza se debe a un gen recesivo.
Son pequeños gatos domésticos nativos de Japón y de todo el Sureste Asiático. Esta raza es muy icónica en el folclore japonés.

## Historia
Su origen es incierto, pero se cree que llegaron al continente asiático hace 1000 años. En teoría dice que son originarios de las Islas Kuriles y que probablemente llegaron a Japón como gatos de barco. En 1602 se decretó en Japón que nadie podía comprar, vender o mantener un bobtail; todos debían ser puestos en libertad para controlar la población de ratas que estaba afectando la industria del arroz y la seda. Después de esto, el bobtail se convirtió en el icónico gato callejero de Japón.
En 1968 Elizabeth Freret y Lynn Beck introdujeron el bobtail japonés en América.

## Características
La cara del bobtail japonés debe formar un triángulo equilátero, sus orejas son separadas y están en alerta. Sus orejas son medianas y algo redondeadas en las puntas.
La raza es mediana y los machos son más grandes que las hembras.
El pelo es suave y sedoso, existen dos variedades: pelo largo y pelo corto. Los de pelo corto tienen el pelo sedoso y liso. Los de pelo largo tienen el pelo un poco más largo, y su pelo se comienza a ondular en las puntas. 
El cuerpo es esbelto como un oriental tradicional, pero más musculoso. Las patas son largas, las traseras son más largas que las delanteras y los pies son medianos con forma ovalada. Su nariz es larga, con el hocico bien desarrollado, y tiene los ojos grandes y ovalados.
Su cola es enroscada y forma una o dos curvas. Su cola es claramente visible, es decir, no se pierde entre su pelo.

## Comportamiento
El bobtail es un gato activo, a diferencia de la mayoría de los gatos, que son calmados y perezosos. Es extrovertido y curioso, regularmente explora su entorno durante la madrugada.
El bobtail puede desarrollar lazos con humanos, no tolera la soledad porque naturalmente vive en grupos. Suele tener un comportamiento juguetón y social. Pueden emitir sonidos para intentar comunicarse con su dueño.

## Folclore

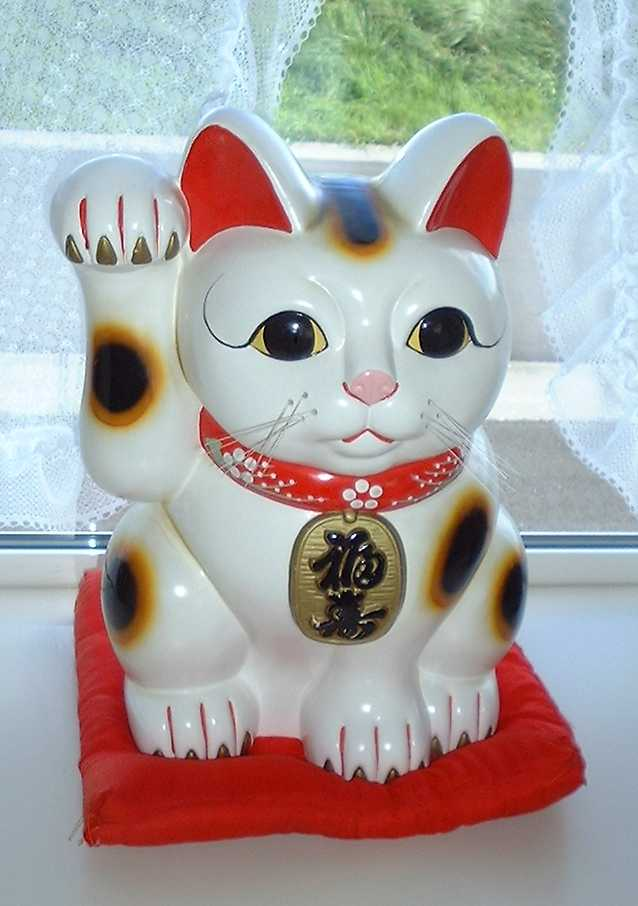
Maneki-neko

Existe una leyenda en Japón sobre el origen de sus colas cortas, que cuenta que un gato se quedó dormido cerca de un fuego para calentarse, y que su cola comenzó a arder. Entonces, alarmado corrió por toda la ciudad, provocando que se incendiara, y el incendio fue tan grave que la ciudad quedó en cenizas. Al ver lo sucedido, el Emperador ordenó que a todos los gatos les cortaran sus colas como medida preventiva, y desde entonces la tienen así.
El famoso amuleto japonés Maneki-neko, también conocido como gato de la suerte, está basado en un bobtail japonés. Esta escultura, según el folklore japonés, trae suerte a su dueño.
El yōkai bakeneko, un gato de habilidades sobrenaturales parte de la cultura japonesa, se relaciona con el bobtail japonés. Según las leyendas un gato normal se puede transformar en un bakeneko si ha vivido varios años, si ha crecido cierto tamaño o si se les permite tener la cola larga; de ahí su relación con el bobtail japonés.

## El bobtail japonés en la cultura popular
- El personaje Hello Kitty producido por la compañía Sanrio, se basa en un bobtail japonés.[2]

- El Pokémon Meowth está basado en el Maneki-neko (gato de la suerte).